# Сидар Гроув (Западна Вирџинија)
Сидар Гроув (енгл. Cedar Grove) град је у америчкој савезној држави Западна Вирџинија.

## Демографија
По попису из 2010. године број становника је 997, што је 135 (15,7%) становника више него 2000. године.
| Група             | 2000.       | 2010.       |
| Белци             | 849 (98,5%) | 956 (95,9%) |
| Афроамериканци    | 8 (0,9%)    | 14 (1,4%)   |
| Азијати           | 0 (0,0%)    | 1 (0,1%)    |
| Хиспаноамериканци | 2 (0,2%)    | 9 (0,9%)    |
| Укупно            | 862         | 997         |